# Zhang Jike
Zhang Jike (chinês: 张继科: Qingdao, 16 de fevereiro de 1988) é um mesa-tenista chinês.

## Carreira
Zhang Jike representou seu país nos Jogos Olímpicos de 2012, na qual conquistou a medalha de ouro no individual e equipes.

### Rio 2016
No individual fez excelente campanha como atual campeão até a final, na qual foi facilmente vencido por Ma Long, terminando com a prata.